# جوزيف ديلون فورد
جوزيف ديلون فورد (بالإنجليزية: Joseph Dillon Ford)‏ هو مهندس معماري وملحن أمريكي، ولد في 6 فبراير 1952، وتوفي في 8 مارس 2017.